# 自公民路線
自公民路線（じこうみんろせん）とは、いわゆる55年体制において、自由民主党が公明党・民社党（公民）の協力により政権運営を行ったことを指す。とはいえ、公民両党が正式に与党入りしたことはおろか、閣外協力したこともなく、55年体制の下では公民は表向きは最後まで野党だった。55年体制が終わったあとも、公明が正式に自民と連立政権を組むのは、非自民・非共産連立政権、自社さ連立政権を経た後の1999年10月になってからである。この時、民社党は既に存在せず、民主党の一部を構成するようになっていた。
後述するが、2012年における自民・公明・民主の三党合意に見られるように、民社党の議員と支持団体の一部ないし大部分が合流した民主党（その後民進党および希望の党を経て国民民主党）と自民・公明の協調路線をかつての語句をそのまま使って「自公民」と言う例が存在する。当稿のかつての版においても、自民・公明・民社によるものと、自民・公明・民主によるものとが記述上の注釈なしに共に語られていることから、ここで注釈する。

## 自民・公明・民社の元祖「自公民路線」
自公民路線は別名「自公民連携」とも言い、「社公民路線」と違って元々衆議院と参議院で与野党伯仲状態が続いた時に、重要案件の法案成立を目指して自民党が公民両党の修正案を呑む形で法案成立させたところに源流がある。もっとも、民社党は結党間もなく、岸信介首相の後任として、自民党のほうから西尾末広首班が持ち上がるほど関係が近かった。西尾が断ったためこの話は流れたが、そうした関係から自民党の翼賛野党、第二自民党と揶揄されたこともあった（逆に西尾は社会党を「第二共産党」であると反論している）。
1971年の沖縄返還協定法案の成立の際に田中角栄幹事長が公明党矢野絢也書記長、民社党池田禎治国会対策委員長らと接触し、修正で成立させた。自民党と民社党が「党と党」の関係なら、自民党と公明党は「党田中派と党」である。
その一方で、公民は野党第一党である日本社会党と連携する社公民路線も模索された。しかし1970年代後半から、地方の首長選挙で自公民の選挙協力が常態化する。1979年の東京都知事選挙では、自公民・新自由クラブ推薦の鈴木俊一が、社共推薦の太田薫らを破って当選した。この年、民社党は中道政党と自民党との連立政権を目指すとはっきり打ち出した。さらに地方選挙では、自公民に社会党も加わったオール与党体制が出来つつあった。大義名分となったのは反共のみであった。当然ながら、社共共闘は破棄されることになる。
1988年、消費税が成立すると、反対しながらも自民党との妥協の姿勢を見せていた公民は強い反発を買い、自公民連携に閉め出される形となった社会党の人気が急上昇した。国民の消費税への反発はこれほど強かったのである。1989年7月の参議院選挙では、社公民が連合主導で「連合の会」候補を推す形で、社公民路線へ一時的に回帰した。しかし結果は、社会党と社会系候補の一人勝ちで、公民との関係は悪化した。同年8月、海部内閣の発足で、小沢一郎幹事長が公明党市川雄一書記長、民社党米沢隆書記長らと関係を構築し、ワン・ワン・ライスと称される。1990年2月の第39回総選挙で自民党が政権を維持し、社公民ではまたしても社会の一人勝ちとなったことで、公民は反発し、ますます自公民路線に傾いた。
1991年東京都知事選挙では、自公民3党で鈴木都知事に対抗馬を擁立するも敗北する。小沢幹事長が辞任し、小渕恵三幹事長の誕生で一時後退する。連合は社会党も加えた与野党相乗り（社公民＋自を考えていた）候補を望んでいたが、社会党は「反小沢」を理由に拒否した。にもかかわらず、社会党は鈴木俊一を支援するか独自候補擁立かで意見が割れ、そのため候補擁立が遅れに遅れ、共産単独候補にも及ばぬ惨敗であった。なお、社会党はこの選挙の後、鈴木都政において与党となる。
1992年のPKO国会では、社共両党の牛歩戦術に耐えながらも、PKO法案を自公民で成立させる。しかしこの間、自民党が公民両党を公に与党として遇したことはなかった。大臣の座はもちろん、閣外協力も公には行わせなかった。
公明・民社の間でも温度差があり、政策的に自民により近い民社は、それだけにかえって自民からの待遇で劣った。公明は支持母体の創価学会の組織力が強大であったことも、自民に比較的厚遇された理由であった。PKO法成立直後の第16回参議院選挙では、公明は一部の選挙区だけではあるが、初めて自民と公に選挙協力を結んだ。しかし民社は蚊帳の外だった。やむなく連合の枠組みで闘うが、PKO法で争った直後の協力がうまく行くはずもなく、民社系連合候補の選挙区に社会党左派・市民運動系の造反候補が立ったり、社会系連合候補が「反原発」であることを理由に民社が推薦を見送る選挙区が出るなど、最後まで足並みはそろわなかった。その結果、連合公認候補は全滅した。しかも民社は選挙後、自派系の連合推薦候補（選挙では無所属、森田健作）を連合から去らせ、自派に組み入れた。恩を仇で返した形であるが、民社と自民はこれほど関係が深く、かつて独立した社会とは離れていたのである。

## 55年体制の崩壊後
1993年の嘘つき解散で自民から羽田孜・小沢が離党し、新生党を結成する。7月の衆院選で自民が過半数割れに追い込まれると、社公民3党との連立政権構想に参加し、細川護煕が結成した日本新党・武村正義が結成した新党さきがけとともに、非自民・非共産連立政権となる細川連立政権を誕生させる。政権内では「与党代表者会議」のメンバーとなったワン・ワン・ライス（特に小沢・市川の「一・一・ライン」）が大きな影響力を持ち、これが結果的に政権の崩壊と自社さ政権の誕生を招いた。
1994年、新党の旧自民系と公民両党統一野党・新進党が結成される。しかし、民社の一部（塚本三郎・大内啓伍ら）は創価学会を背景とする公明との合流を嫌い、自民に移籍した。
1997年に新進党が崩壊すると、旧公明の大半はいったん衆議院で新党平和、参議院で公明に分かれたが、1998年に再統合して公明党に戻った。旧民社は新党友愛を結成したが、ほどなく民主党に移籍した。いずれも、新進党の後継である自由党に移行したのは一部に留まった。自由党移行組も、2003年の自由党と民主党との合併で、民主党に移った。
1999年の自自公（自民・自由・公明）連立政権発足以来、自公保（自民・公明・保守）、自公連立と政権の枠組みは変わったが、2009年の第45回総選挙に敗れて下野するまで、公明はかつての自公民路線とは違い、大臣を送り込む正式な連立与党の一員となった。自民は非自民連立政権を経て、閣外で他党を利用する余裕がなくなり、大臣の座を用意しなければならなくなったと言えるだろう。一方、民社党出身者は大部分が民主党（一部は自民党、みんなの党、日本維新の会、維新政党・新風などに分かれた）と与野党に別れたが、第45回総選挙で民主党が勝利し、与野党が入れ替わった。公明は、野党となった自民からは距離を置くと表明したが、2010年の第22回参院選など、選挙では一定の協力関係を維持している。
自公民路線も消えたわけではない。2005年の第44回総選挙中の9月9日には、自民の武部勤は「自民党、公明党、旧民社党の3つが1つになった方が安定する」「これから新しい憲法の制定も考えなければならない。そういうことも視野に入れている」と民主党内の民社系に、新たな自公民路線を呼びかけた。さらに、総選挙で自民が大勝すると、自民党内では改憲に消極的な公明を切り、積極的な民主の民社系・保守系と組めばよいとの議論も起きている。2007年11月には福田康夫が小沢一郎に“自公と民主の大連立”を持ちかける党首会談を行い、小沢に断られている。

## 民主党政権と党の瓦解
2009年の第45回総選挙で民主党が大勝すると、民主党・社民党・国民新党による連立政権が成立した。当初は与党で衆議院の3分の2を超える勢力だったが、政権運営は不安定であった。社民党の連立離脱や菅直人内閣の消費税増税増税路線への転換の影響で2010年の第22回参院選では民主党の議席は減少し、過半数割れとなった。
一方、民主党は自公と消費税増税などで合意した三党合意を結び、両党との連携が目立つようになった。この傾向は野田内閣下でさらに強まり、民主党内でも消費税増税に反対票を投じた議員の除籍（除名）、党に見切りを付けた議員の自発的な離党など、議員の離脱が相次いだ。2012年の第46回総選挙を前に、自民党の石破茂幹事長は、自公の政権交代を前提に、選挙後も三党合意を維持した自公民路線を取る意向を示した。
結果として、民主党は記録的大敗を喫し、自公両党が政権に返り咲いた。その後、2013年の第23回参院選、2014年の第47回衆院選、2016年の第24回参院選でも自公は圧勝し、日本維新の会などと合わせて「改憲勢力」が衆参両院の3分の2以上を占めるようになった。

## 民進党分裂
政権下野後も民主党の支持は回復せず、2016年には維新の党と合流する形で民進党が結成された。しかしながら日本共産党を含む枠組みでの野党共闘などを巡って民進党内でも右派と左派の対立が激化した。2017年10月の第48回衆院選直前には衆院の野党共闘反対派の大半が希望の党に参加、共闘賛成派が立憲民主党を結成する形で民進党は事実上分裂した。この過程で希望の党は衆議院議員中心、民進党は参議院議員中心の政党となった。

## 自公と国民民主党
2018年5月7日には民進党と希望の党が合併して国民民主党（2020年に新国民民主党に移行）が結成されたが、この過程で参院民進党の左派系議員らは離党して立憲民主党に入党した。これに伴い国民民主党は保守系・旧民社党系を中心とした政党になり、自民党や日本維新の会との協調路線に向かった。